# Dockingstation

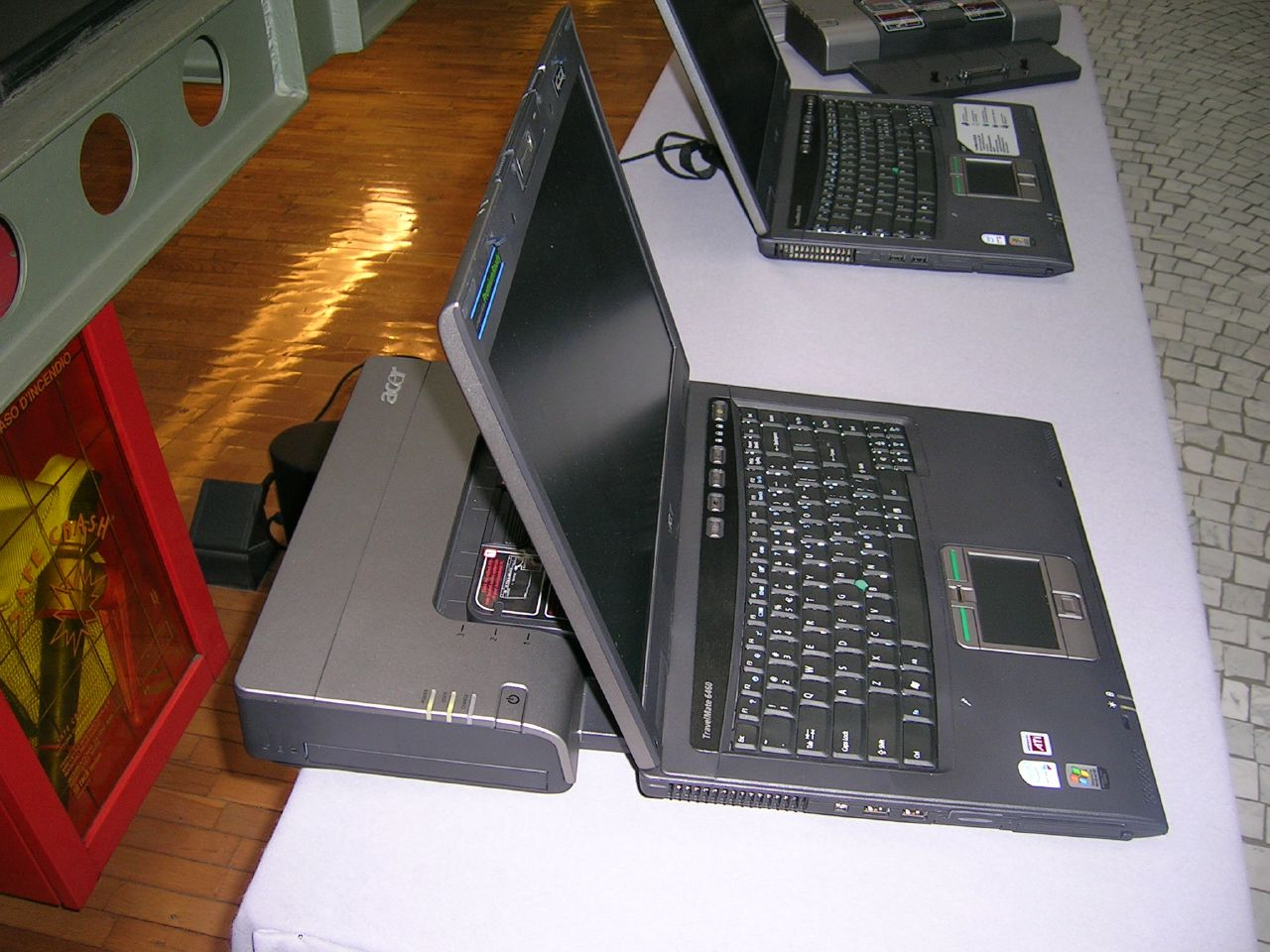
Een laptop in een dockingstation

Een dockingstation is een apparaat waarmee een elektronische verbinding kan worden gemaakt tussen apparaten. Het dockingstation kan zowel als oplader als voor de communicatie tussen apparatuur fungeren. De naam komt van het Engelse to dock, dat aanmeren of koppelen betekent.

## Voorbeelden
- Een plek om een computer met randapparatuur als printers, harde schijven of andere computers te laten communiceren

Voor de tijd dat USB-aansluitingen algemeen werden gebruikt, was het lastig een laptop op randapparatuur aan te sluiten. De laptop kon eenvoudiger in een dockingstation worden gezet, dat voor de aansluitingen met de randapparatuur zorgde.
- Een oplaadstation voor een mobiele telefoon of draadloze telefoon
- Een plek om een pda neer te zetten en te laten communiceren met een pc
- Een apparaat dat een mp3-speler met luidsprekers verbindt

## Galerij

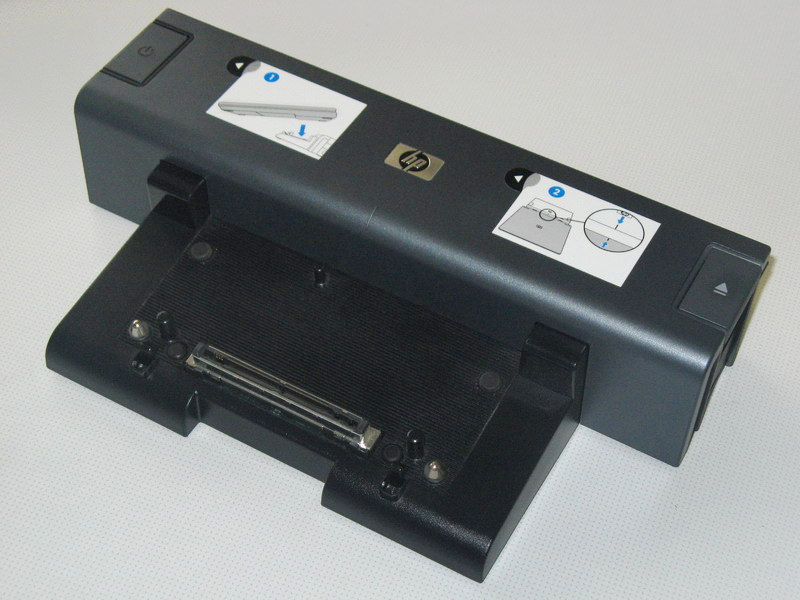
Een dockingstation voor een laptop.
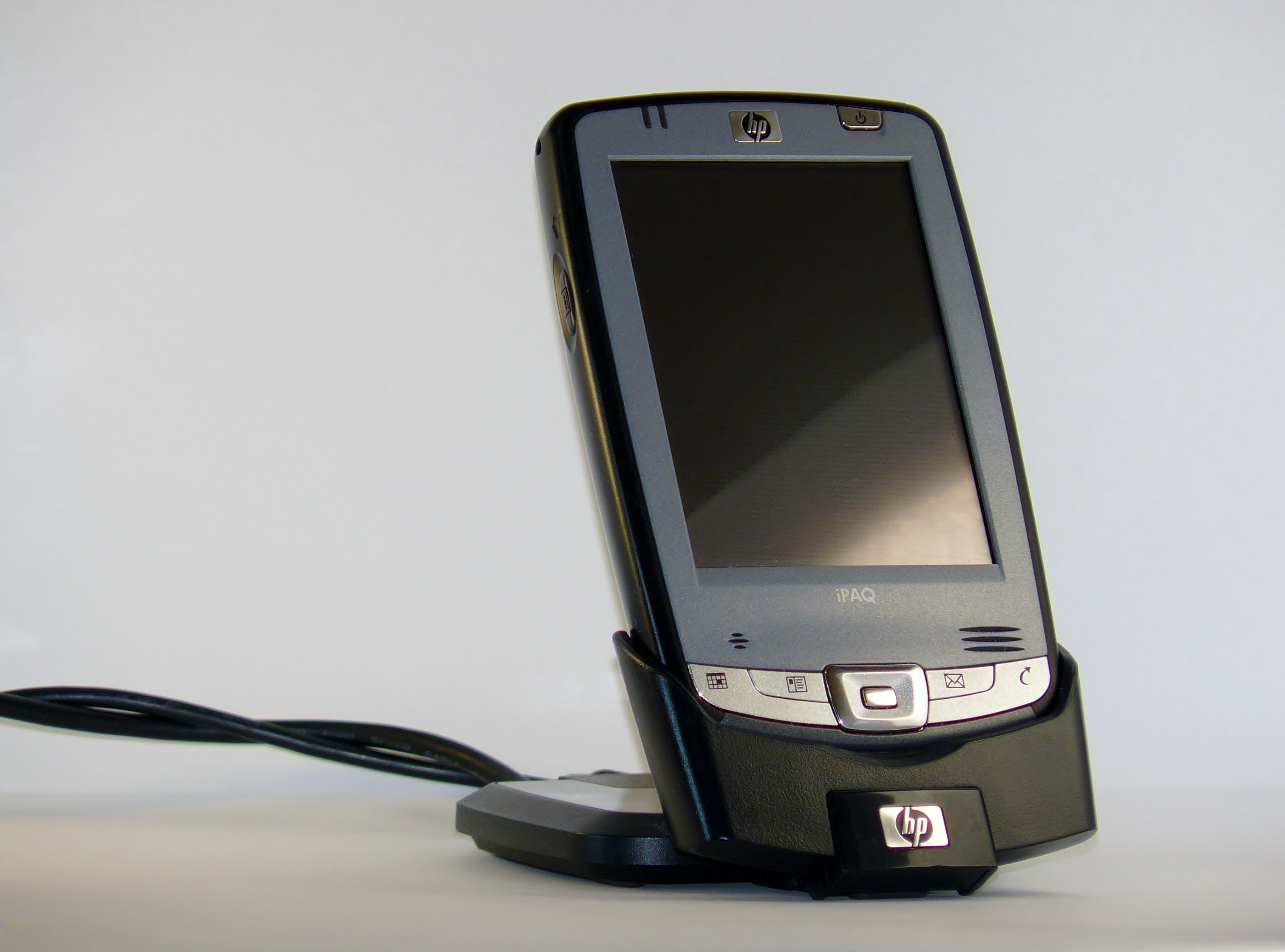
Een iPAQ hx2110 in een oplaadstandaard.
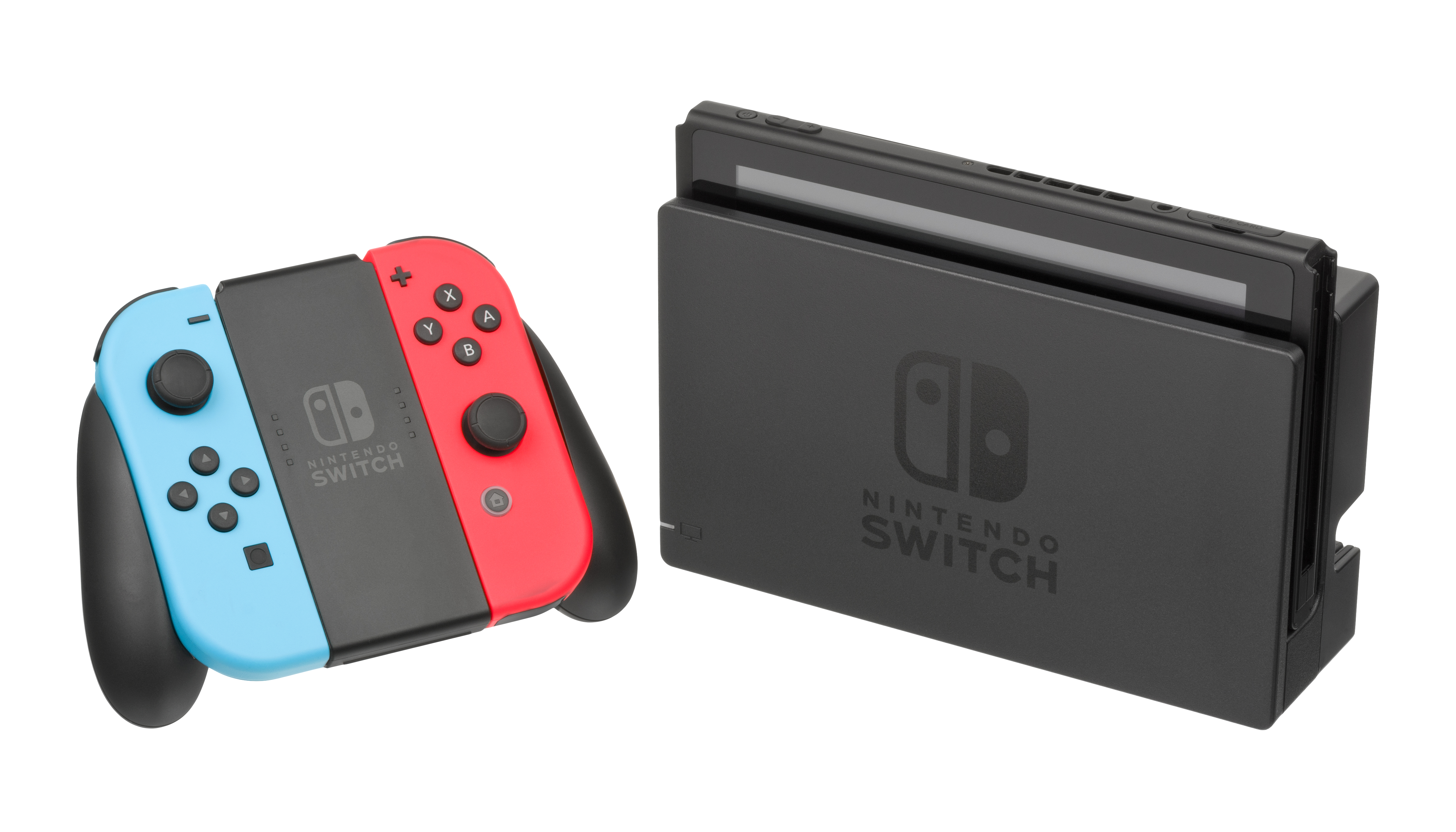
Een Nintendo Switch in een dockingstation.